# La Formule de l'amour
Pour plus de détails, voir Fiche technique et Distribution.
La Formule de l'amour (Формула любви, Formoula lioubvi) est un film soviétique réalisé par Mark Zakharov, sorti en 1984.

## Synopsis
En 1780, le célèbre aventurier italien Giuseppe Cagliostro arrive en Russie. Il croit avoir trouvé la formule de l’amour et décide de la tester – sans succès, d’ailleurs, - sur Maria Ivanovna, jeune fille pure et naïve. Elle accepte d’accompagner le comte par amour pour son père malade que Cagliostro promet de guérir. Au fond de la province russe vit un jeune aristocrate, amoureux d’une statue de marbre. Il espère, à l’aide des pouvoirs surnaturels de Cagliostro, ranimer la statue, mais la rencontre avec Maria change tout.

## Fiche technique
- Titre original : Формула любви, Formoula lioubvi
- Titre français : La Formule de l'amour
- Réalisation : Mark Zakharov
- Scénario : Grigori Gorine
- Costumes : Viktor Iochine
- Photographie : Vladimir Nakhabtsev
- Musique : Gennadi Gladkov
- Textes des chansons : Yuli Kim
- Pays d'origine : URSS
- Format : Couleurs - 35 mm - Mono
- Genre : film musical
- Durée : 90 minutes
- Date de sortie : 1984

## Distribution
- Nodar Mgaloblichvili : Kaliostro
- Elena Valiouchkina : Maria Ivanovna
- Alexandre Abdoulov : Jakob
- Elena Aminova : Lorentsa
- Semion Farada : Margadon
- Alexandre Mikhaïlov : Fediashev
- Tatiana Peltser : Fedosia Ivanovna
- Alexandra Zakharova : Fimka